# Turneul de tenis de la Roma
Turneul de tenis de la Roma (italiană Internazionali d'Italia), cunoscut și sub numele de Italian Open, este un turneu internațional de tenis care se joacă la Roma, Italia.  Este unul dintre cele mai importante turnee de tenis de zgură din lume, competiția masculină fiind un eveniment ATP Tour Masters 1000 iar competiția feminină fiind un eveniment WTA 1000. Cele două evenimente au fost combinate în 2011. Turneul se joacă în a doua săptămână a lunii mai. Rafael Nadal a câștigat de zece ori titlul de simplu masculin, reprezentând un record.

## Istoric
Campionatul italian de tenis a avut loc pentru prima dată în 1930 la Milano la Clubul de Tenis și a fost inițiat de contele Alberto Bonacossa.[ Probele de simplu de la turneu au fost câștigate de Bill Tilden și Lilí Álvarez. Campionatele au avut loc la Milano până în 1934. În anul următor, 1935, turneul s-a mutat la Foro Italico din Roma. În perioada 1936 – 1949 nu s-a desfășurat nici o ediție. Competiția a fost reluată în 1950. În 1961 turneul a avut loc la Torino la Sporting Club.
Italian Open a devenit „deschis” jucătorilor profesioniști în 1969. Între 1970 și 1989 a fost un turneu principal al Grand Prix Tennis Tour și a făcut parte din evenimentele de top din Grand Prix Super Series. În 1990 a devenit un turneu ATP Championship Series Single Week. În 1979, proba feminină a avut loc cu două săptămâni înainte de proba masculină. Evenimentul feminin a fost jucat la Perugia din 1980 până în 1984 și la Taranto în 1985. În 1986  nu a avut loc nici un eveniment feminin și s-a mutat din nou la Roma în 1987, unde a și rămas.

## Distribuția punctelor
| Probă           | C    | F   | SF  | QF  | R16 | R32 | R64 | R128 | Q   | Q2  | Q1  |
| Simplu masculin | 1000 | 600 | 360 | 180 | 90  | 45  | 25* | 10   | 16  | 8   | 0   |
| Dublu masculin  | 1000 | 600 | 360 | 180 | 90  | 0   | N/A | N/A  | N/A | N/A | N/A |
| Simplu feminin  | 1000 | 650 | 390 | 215 | 120 | 65  | 35* | 10   | 30  | 20  | 2   |
| Dublu feminin   | 1000 | 650 | 390 | 215 | 120 | 10  | N/A | N/A  | N/A | N/A | N/A |

## Rezultate

### Simplu masculin
| An           | Campion                | Finalist               | Scor                                   |
| ------------ | ---------------------- | ---------------------- | -------------------------------------- |
| 1930         | Bill Tilden            | Umberto de Morpurgo    | 6–1, 6–1, 6–2                          |
| 1931         | George Patrick Hughes  | Henri Cochet           | 6–4, 6–3, 6–2                          |
| 1932         | André Merlin           | George Patrick Hughes  | 6–1, 5–7, 6–0, 8–6                     |
| 1933         | Emanuele Sartorio      | André Martin-Legeay    | 6–3, 6–1, 6–3                          |
| 1934         | Giovanni Palmieri      | Giorgio de Stefani     | 6–3, 6–0, 7–5                          |
| 1935         | Wilmer Hines           | Giovanni Palmieri      | 6–3, 10–8, 9–7                         |
| 1936–1949    | Nu a avut loc          | Nu a avut loc          | Nu a avut loc                          |
| 1950         | Jaroslav Drobný        | William Talbert        | 6–4, 6–3, 7–9, 6–2                     |
| 1951         | Jaroslav Drobný (2)    | Giovanni Cucelli       | 6–1, 10–8, 6–0                         |
| 1952         | Frank Sedgman          | Jaroslav Drobný        | 7–5, 6–3, 1–6, 6–4                     |
| 1953         | Jaroslav Drobný (3)    | Lew Hoad               | 6–2, 6–1, 6–2                          |
| 1954         | Budge Patty            | Enrique Morea          | 11–9, 6–4, 6–4                         |
| 1955         | Fausto Gardini         | Giuseppe Merlo         | 1–6, 6–1, 3–6, 6–6 (ret.)              |
| 1956         | Lew Hoad               | Sven Davidson          | 7–5, 6–2, 6–0                          |
| 1957         | Nicola Pietrangeli     | Giuseppe Merlo         | 8–6, 6–2, 6–4                          |
| 1958         | Mervyn Rose            | Nicola Pietrangeli     | 5–7, 8–6, 6–4, 1–6, 6–2                |
| 1959         | Luis Ayala             | Neale Fraser           | 6–3, 3–6, 6–3, 6–3                     |
| 1960         | Barry MacKay           | Luis Ayala             | 7–5, 7–5, 0–6, 0–6, 6–1                |
| 1961         | Nicola Pietrangeli (2) | Rod Laver              | 6–8, 6–1, 6–1, 6–2                     |
| 1962         | Rod Laver              | Roy Emerson            | 6–2, 1–6, 3–6, 6–3, 6–1                |
| 1963         | Marty Mulligan         | Boro Jovanović         | 6–2, 4–6, 6–3, 8–6                     |
| 1964         | Jan-Erik Lundqvist     | Fred Stolle            | 1–6, 7–5, 6–3, 6–1                     |
| 1965         | Marty Mulligan (2)     | Manuel Santana         | 1–6, 6–4, 6–3, 6–1                     |
| 1966         | Tony Roche             | Nicola Pietrangeli     | 11–9, 6–1, 6–3                         |
| 1967         | Marty Mulligan (3)     | Tony Roche             | 6–3, 0–6, 6–4, 6–1                     |
| 1968         | Tom Okker              | Bob Hewitt             | 10–8, 6–8, 6–1, 1–6, 6–0               |
| ↓ Open Era ↓ |                        |                        |                                        |
| 1969         | John Newcombe          | Tony Roche             | 6–3, 4–6, 6–2, 5–7, 6–3                |
| 1970         | Ilie Năstase           | Jan Kodeš              | 6–3, 1–6, 6–3, 8–6                     |
| 1971         | Rod Laver (2)          | Jan Kodeš              | 7–5, 6–3, 6–3                          |
| 1972         | Manuel Orantes         | Jan Kodeš              | 4–6, 6–1, 7–5, 6–2                     |
| 1973         | Ilie Năstase (2)       | Manuel Orantes         | 6–1, 6–1, 6–1                          |
| 1974         | Björn Borg             | Ilie Năstase           | 6–3, 6–4, 6–2                          |
| 1975         | Raúl Ramírez           | Manuel Orantes         | 7–6, 7–5, 7–5                          |
| 1976         | Adriano Panatta        | Guillermo Vilas        | 2–6, 7–6, 6–2, 7–6                     |
| 1977         | Vitas Gerulaitis       | Tonino Zugarelli       | 6–2, 7–6, 3–6, 7–6                     |
| 1978         | Björn Borg (2)         | Adriano Panatta        | 1–6, 6–3, 6–1, 4–6, 6–3                |
| 1979         | Vitas Gerulaitis (2)   | Guillermo Vilas        | 6–7, 7–6, 6–7, 6–4, 6–2                |
| 1980         | Guillermo Vilas        | Yannick Noah           | 6–0, 6–4, 6–4                          |
| 1981         | José Luis Clerc        | Víctor Pecci           | 6–3, 6–4, 6–0                          |
| 1982         | Andrés Gómez           | Eliot Teltscher        | 6–2, 6–3, 6–2                          |
| 1983         | Jimmy Arias            | José Higueras          | 6–2, 6–7, 6–1, 6–4                     |
| 1984         | Andrés Gómez (2)       | Aaron Krickstein       | 2–6, 6–1, 6–2, 6–2                     |
| 1985         | Yannick Noah           | Miloslav Mečíř         | 6–3, 3–6, 6–2, 7–6                     |
| 1986         | Ivan Lendl             | Emilio Sánchez         | 7–5, 4–6, 6–1, 6–1                     |
| 1987         | Mats Wilander          | Martín Jaite           | 6–3, 6–4, 6–4                          |
| 1988         | Ivan Lendl (2)         | Guillermo Pérez Roldán | 2–6, 6–4, 6–2, 4–6, 6–4                |
| 1989         | Alberto Mancini        | Andre Agassi           | 6–3, 4–6, 2–6, 7–6, 6–1                |
| 1990         | Thomas Muster          | Andrei Cesnokov        | 6–1, 6–3, 6–1                          |
| 1991         | Emilio Sánchez         | Alberto Mancini        | 6–3, 6–1, 3–0 (ret.)                   |
| 1992         | Jim Courier            | Carlos Costa           | 7–6, 6–0, 6–4                          |
| 1993         | Jim Courier (2)        | Goran Ivanišević       | 6–1, 6–2, 6–2                          |
| 1994         | Pete Sampras           | Boris Becker           | 6–1, 6–2, 6–2                          |
| 1995         | Thomas Muster (2)      | Sergi Bruguera         | 3–6, 7–6(7–5), 6–2, 6–3                |
| 1996         | Thomas Muster (3)      | Richard Krajicek       | 6–2, 6–4, 3–6, 6–3                     |
| 1997         | Àlex Corretja          | Marcelo Ríos           | 7–5, 7–5, 6–3                          |
| 1998         | Marcelo Ríos           | Albert Costa           | (neprezentare)                         |
| 1999         | Gustavo Kuerten        | Patrick Rafter         | 6–4, 7–5, 7–6(8–6)                     |
| 2000         | Magnus Norman          | Gustavo Kuerten        | 6–3, 4–6, 6–4, 6–4                     |
| 2001         | Juan Carlos Ferrero    | Gustavo Kuerten        | 3–6, 6–1, 2–6, 6–4, 6–2                |
| 2002         | Andre Agassi           | Tommy Haas             | 6–3, 6–3, 6–0                          |
| 2003         | Félix Mantilla         | Roger Federer          | 7–5, 6–2, 7–6(10–8)                    |
| 2004         | Carlos Moyà            | David Nalbandian       | 6–3, 6–3, 6–1                          |
| 2005         | Rafael Nadal           | Guillermo Coria        | 6–4, 3–6, 6–3, 4–6, 7–6(8–6)           |
| 2006         | Rafael Nadal (2)       | Roger Federer          | 6–7(0–7), 7–6(7–5), 6–4, 2–6, 7–6(7–5) |
| 2007         | Rafael Nadal (3)       | Fernando González      | 6–2, 6–2                               |
| 2008         | Novak Đoković          | Stan Wawrinka          | 4–6, 6–3, 6–3                          |
| 2009         | Rafael Nadal (4)       | Novak Đoković          | 7–6(7–2), 6–2                          |
| 2010         | Rafael Nadal (5)       | David Ferrer           | 7–5, 6–2                               |
| 2011         | Novak Đoković (2)      | Rafael Nadal           | 6–4, 6–4                               |
| 2012         | Rafael Nadal (6)       | Novak Đoković          | 7–5, 6–3                               |
| 2013         | Rafael Nadal (7)       | Roger Federer          | 6–1, 6–3                               |
| 2014         | Novak Đoković (3)      | Rafael Nadal           | 4–6, 6–3, 6–3                          |
| 2015         | Novak Đoković (4)      | Roger Federer          | 6–4, 6–3                               |
| 2016         | Andy Murray            | Novak Đoković          | 6–3, 6–3                               |
| 2017         | Alexander Zverev       | Novak Đoković          | 6–4, 6–3                               |
| 2018         | Rafael Nadal (8)       | Alexander Zverev       | 6–1, 1–6, 6–3                          |
| 2019         | Rafael Nadal (9)       | Novak Đoković          | 6–0, 4–6, 6–1                          |
| 2020         | Novak Đoković (5)      | Diego Schwartzman      | 7–5, 6–3                               |
| 2021         | Rafael Nadal (10)      | Novak Đoković          | 7–5, 1–6, 6–3                          |
| 2022         | Novak Đoković (6)      | Stefanos Tsitsipas     | 6–0, 7–6(7–5)                          |
| 2023         | Daniil Medvedev        | Holger Rune            | 7–5, 7–5                               |
| 2024         | Alexander Zverev (2)   | Nicolás Jarry          | 6–4, 7–5                               |
| 2025         | Carlos Alcaraz         | Jannik Sinner          | 7–6(7–5), 6–1                          |

### Simplu feminin
| An        | Campioană                   | Finalistă               | Scor               |
| --------- | --------------------------- | ----------------------- | ------------------ |
| 1930      | Lilí Álvarez                | Lucia Valerio           | 3–6, 8–6, 6–0      |
| 1931      | Lucia Valerio               | Dorothy Andrus          | 2–6, 6–2, 6–2      |
| 1932      | Ida Adamoff                 | Lucia Valerio           | 6–4, 7–5           |
| 1933      | Elizabeth Ryan              | Ida Adamoff             | 6–1, 6–1           |
| 1934      | Helen Jacobs                | Lucia Valerio           | 6–3, 6–0           |
| 1935      | Hilde Krahwinkel Sperling   | Lucia Valerio           | 6–4, 6–1           |
| 1936–1949 | Nu s-a ținut                | Nu s-a ținut            | Nu s-a ținut       |
| 1950      | Annelies Ullstein-Bossi     | Joan Curry              | 6–4, 6–4           |
| 1951      | Doris Hart                  | Shirley Fry             | 6–3, 8–6           |
| 1952      | Susan Partridge             | Pat Harrison            | 6–3, 7–5           |
| 1953      | Doris Hart (2)              | Maureen Connolly        | 4–6, 9–7, 6–3      |
| 1954      | Maureen Connolly            | Patricia Ward           | 6–3, 6–0           |
| 1955      | Patricia Ward               | Erika Vollmer           | 6–4, 6–3           |
| 1956      | Althea Gibson               | Zsuzsa Körmöczy         | 6–3, 7–5           |
| 1957      | Shirley Bloomer             | Dorothy Head Knode      | 1–6, 9–7, 6–2      |
| 1958      | Maria Bueno                 | Lorraine Coghlan        | 3–6, 6–3, 6–3      |
| 1959      | Christine Truman            | Sandra Reynolds         | 6–0, 6–1           |
| 1960      | Zsuzsa Körmöczy             | Ann Haydon              | 6–4, 4–6, 6–1      |
| 1961      | Maria Bueno (2)             | Lesley Turner           | 6–4, 6–4           |
| 1962      | Margaret Smith              | Maria Bueno             | 8–6, 5–7, 6–4      |
| 1963      | Margaret Smith (2)          | Lesley Turner           | 6–3, 6–4           |
| 1964      | Margaret Smith (3)          | Lesley Turner           | 6–1, 6–1           |
| 1965      | Maria Bueno (3)             | Nancy Richey            | 6–1, 1–6, 6–3      |
| 1966      | Ann Haydon Jones            | Annette Van Zyl         | 8–6, 6–1           |
| 1967      | Lesley Turner               | Maria Bueno             | 6–3, 6–3           |
| 1968      | Lesley Turner Bowrey (2)    | Margaret Smith Court    | 2–6, 6–2, 6–3      |
| 1969      | Julie Heldman               | Kerry Melville          | 7–5, 6–3           |
| 1970      | Billie Jean King            | Julie Heldman           | 6–1, 6–3           |
| 1971      | Virginia Wade               | Helga Niessen Masthoff  | 6–4, 6–4           |
| 1972      | Linda Tuero                 | Olga Morozova           | 6–4, 6–3           |
| 1973      | Evonne Goolagong            | Chris Evert             | 7–6, 6–0           |
| 1974      | Chris Evert                 | Martina Navratilova     | 6–3, 6–3           |
| 1975      | Chris Evert (2)             | Martina Navratilova     | 6–1, 6–0           |
| 1976      | Mima Jaušovec               | Lesley Hunt             | 6–1, 6–3           |
| 1977      | Janet Newberry              | Renáta Tomanová         | 6–3, 7–6           |
| 1978      | Regina Maršíková            | Virginia Ruzici         | 7–5, 7–5           |
| 1979      | Tracy Austin                | Sylvia Hanika           | 6–4, 1–6, 6–3      |
| 1980      | Chris Evert Lloyd (3)       | Virginia Ruzici         | 5–7, 6–2, 6–2      |
| 1981      | Chris Evert Lloyd (4)       | Virginia Ruzici         | 6–1, 6–2           |
| 1982      | Chris Evert Lloyd (5)       | Hana Mandlíková         | 6–0, 6–2           |
| 1983      | Andrea Temesvári            | Bonnie Gadusek          | 6–1, 6–0           |
| 1984      | Manuela Maleeva             | Chris Evert Lloyd       | 6–3, 6–3           |
| 1985      | Raffaella Reggi             | Vicki Nelson-Dunbar     | 6–4, 6–4           |
| 1986      | Nu s-a ținut                | Nu s-a ținut            | Nu s-a ținut       |
| 1987      | Steffi Graf                 | Gabriela Sabatini       | 7–5, 4–6, 6–0      |
| 1988      | Gabriela Sabatini           | Helen Kelesi            | 6–1, 6–7(4–7), 6–1 |
| 1989      | Gabriela Sabatini (2)       | Arantxa Sánchez Vicario | 6–2, 5–7, 6–4      |
| 1990      | Monica Seles                | Martina Navratilova     | 6–1, 6–1           |
| 1991      | Gabriela Sabatini (3)       | Monica Seles            | 6–3, 6–2           |
| 1992      | Gabriela Sabatini (4)       | Monica Seles            | 7–5, 6–4           |
| 1993      | Conchita Martínez           | Gabriela Sabatini       | 7–5, 6–1           |
| 1994      | Conchita Martínez (2)       | Martina Navratilova     | 7–6(7–5), 6–4      |
| 1995      | Conchita Martínez (3)       | Arantxa Sánchez Vicario | 6–3, 6–1           |
| 1996      | Conchita Martínez (4)       | Martina Hingis          | 6–2, 6–3           |
| 1997      | Mary Pierce                 | Conchita Martínez       | 6–4, 6–0           |
| 1998      | Martina Hingis              | Venus Williams          | 6–3, 2–6, 6–3      |
| 1999      | Venus Williams              | Mary Pierce             | 6–4, 6–2           |
| 2000      | Monica Seles (2)            | Amélie Mauresmo         | 6–2, 7–6(7–4)      |
| 2001      | Jelena Dokić                | Amélie Mauresmo         | 7–6(7–3), 6–1      |
| 2002      | Serena Williams             | Justine Henin           | 7–6(8–6), 6–4      |
| 2003      | Kim Clijsters               | Amélie Mauresmo         | 3–6, 7–6(7–3), 6–0 |
| 2004      | Amélie Mauresmo             | Jennifer Capriati       | 3–6, 6–3, 7–6(8–6) |
| 2005      | Amélie Mauresmo (2)         | Patty Schnyder          | 2–6, 6–3, 6–4      |
| 2006      | Martina Hingis (2)          | Dinara Safina           | 6–2, 7–5           |
| 2007      | Jelena Janković             | Svetlana Kuznețova      | 7–5, 6–1           |
| 2008      | Jelena Janković (2)         | Alizé Cornet            | 6–2, 6–2           |
| 2009      | Dinara Safina               | Svetlana Kuznețova      | 6–3, 6–2           |
| 2010      | María José Martínez Sánchez | Jelena Janković         | 7–6(7–5), 7–5      |
| 2011      | Maria Șarapova              | Samantha Stosur         | 6–2, 6–4           |
| 2012      | Maria Șarapova (2)          | Li Na                   | 4–6, 6–4, 7–6(7–5) |
| 2013      | Serena Williams (2)         | Victoria Azarenka       | 6–1, 6–3           |
| 2014      | Serena Williams (3)         | Sara Errani             | 6–3, 6–0           |
| 2015      | Maria Șarapova (3)          | Carla Suárez Navarro    | 4–6, 7–5, 6–1      |
| 2016      | Serena Williams (4)         | Madison Keys            | 7–6(7–5), 6–3      |
| 2017      | Elina Svitolina             | Simona Halep            | 4–6, 7–5, 6–1      |
| 2018      | Elina Svitolina (2)         | Simona Halep            | 6–0, 6–4           |
| 2019      | Karolína Plíšková           | Johanna Konta           | 6–3, 6–4           |
| 2020      | Simona Halep                | Karolína Plíšková       | 6–0, 2–1 ret.      |
| 2021      | Iga Świątek                 | Karolína Plíšková       | 6–0, 6–0           |
| 2022      | Iga Świątek (2)             | Ons Jabeur              | 6–2, 6–2           |
| 2023      | Elena Rîbakina              | Anhelina Kalinina       | 6–4, 1–0 ret.      |
| 2024      | Iga Świątek (3)             | Arina Sabalenka         | 6–2, 6–3           |
| 2025      | Jasmine Paolini             | Coco Gauff              | 6–4, 6–2           |

### Dublu masculin
| An        | Campioni                                                                        | Finaliști                           | Scor                           |
| --------- | ------------------------------------------------------------------------------- | ----------------------------------- | ------------------------------ |
| 1930      | Wilbur Coen Bill Tilden                                                         | Umberto de Morpurgo Placido Gaslini | 6–0, 6–3, 6–3                  |
| 1931      | Alberto Del Bono Pat Hughes                                                     | Henri Cochet André Merlin           | 3–6, 8–6, 4–6, 6–4, 6–3        |
| 1932      | Giorgio de Stefani Pat Hughes (2)                                               | J. Bonte André Merlin               | 6–2, 6–2, 6–4                  |
| 1933      | Jean Lesueur André Martin-Legeay                                                | Giovanni Palmieri Emanuele Sertorio | 6–2, 6–4, 6–2                  |
| 1934      | Giovanni Palmieri George Lyttleton-Rogers                                       | Pat Hughes Giorgio de Stefani       | 3–6, 6–4, 9–7, 0–6, 6–2        |
| 1935      | Jack Crawford Vivian McGrath                                                    | Jean Borotra Jacques Brugnon        | 4–6, 4–6, 6–4, 6–2, 6–2        |
| 1936–1949 | Nu s-a desfășurat                                                               | Nu s-a desfășurat                   | Nu s-a desfășurat              |
| 1950      | Bill Talbert Tony Trabert                                                       | Budge Patty Bill Sidwell            | 6–3, 6–1, 4–6 (ret.)           |
| 1951      | Jaroslav Drobný Frank Sedgman                                                   | Giovanni Cucelli Marcello Del Bello | 6–2, 7–9, 6–1, 6–3             |
| 1952      | Jaroslav Drobný (2) Frank Sedgman (2)                                           | Giovanni Cucelli Marcello Del Bello | 3–6, 7–5, 3–6, 6–3, 6–2        |
| 1953      | Lew Hoad Ken Rosewall                                                           | Jaroslav Drobný Budge Patty         | 6–2, 6–4, 6–2                  |
| 1954      | Jaroslav Drobný (3) Enrique Morea                                               | Tony Trabert Vic Seixas             | 6–4, 0–6, 3–6, 6–3, 6–4        |
| 1955      | Art Larsen Enrique Morea (2)                                                    | Nicola Pietrangeli Orlando Sirola   | 6–1, 6–4, 4–6, 7–5             |
| 1956      | Jaroslav Drobný (4) Lew Hoad (2)                                                | Nicola Pietrangeli Orlando Sirola   | 11–9, 6–2, 6–3                 |
| 1957      | Neale Fraser Lew Hoad (3)                                                       | Nicola Pietrangeli Orlando Sirola   | 6–1, 6–8, 6–0, 6–2             |
| 1958      | Antal Jancsó Kurt Nielsen                                                       | Luis Ayala Don Candy                | 8–10, 6–3, 6–2, 1–6, 9–7       |
| 1959      | Roy Emerson Neale Fraser (2)                                                    | Nicola Pietrangeli Orlando Sirola   | 8–6, 6–4, 6–4                  |
| 1960      | Trofeu împărțit: Nicola Pietrangeli Orlando Sirola vs. Roy Emerson Neale Fraser |                                     | 3–6, 7–5, 2–6, 11–11 (abandon) |
| 1961      | Roy Emerson (2) Neale Fraser (3)                                                | Nicola Pietrangeli Orlando Sirola   | 6–2, 6–4, 11–9                 |
| 1962      | Roy Emerson (3) Neale Fraser (4)                                                | Ken Fletcher John Newcombe          | 6–2, 6–4, 11–9                 |
| 1963      | Bob Hewitt Neale Fraser (5)                                                     | Nicola Pietrangeli Orlando Sirola   | 6–3, 6–3, 6–1                  |
| 1964      | Bob Hewitt (2) Neale Fraser (6)                                                 | Tony Roche John Newcombe            | 7–5, 6–3, 3–6, 7–5             |
| 1965      | Trofeu împărțit: Tony Roche John Newcombe vs. Ronald Barnes Thomaz Koch         |                                     | 1–6, 6–4, 2–6, 12–10 (abandon) |
| 1966      | Roy Emerson (4) Fred Stolle                                                     | Nicola Pietrangeli Cliff Drysdale   | 6–4, 12–10, 6–3                |
| 1967      | Bob Hewitt (3) Frew McMillan                                                    | Bill Bowrey Owen Davidson           | 6–3, 2–6, 6–3, 9–7             |
| 1968      | Tom Okker Marty Riessen                                                         | Nicholas Kalogeropoulos Allan Stone | 6–3, 6–4, 6–2                  |
| 1969      | Trofeu împărțit: Tom Okker Marty Riessen vs. John Newcombe Tony Roche           |                                     | 4–6, 6–1 (abandon)             |
| 1970      | Ilie Năstase Ion Țiriac                                                         | William Bowrey Owen Davidson        | 0–6, 10–8, 6–3, 6–8, 6–1       |
| 1971      | John Newcombe (2) Tony Roche (2)                                                | Andrés Gimeno Roger Taylor          | 6–4, 6–4                       |
| 1972      | Ilie Năstase (2) Ion Țiriac (2)                                                 | Lew Hoad Frew McMillan              | 3–6, 3–6, 6–4, 6–3, 5–3 (ret.) |
| 1973      | John Newcombe (3) Tom Okker (2)                                                 | Ross Case Geoff Masters             | 6–2, 6–3, 6–4                  |
| 1974      | Brian Gottfried Raúl Ramírez                                                    | Juan Gisbert Ilie Năstase           | 6–3, 6–2, 6–3                  |
| 1975      | Brian Gottfried (2) Raúl Ramírez (2)                                            | Jimmy Connors Ilie Năstase          | 6–4, 7–6, 2–6, 6–1             |
| 1976      | Brian Gottfried (3) Raúl Ramírez (3)                                            | Geoff Masters John Newcombe         | 7–6, 5–7, 6–3, 3–6, 6–3        |
| 1977      | Brian Gottfried (4) Raúl Ramírez (4)                                            | Fred McNair Sherwood Stewart        | 6–7, 7–6, 7–5                  |
| 1978      | Víctor Pecci Belus Prajoux                                                      | Jan Kodeš Tomáš Šmíd                | 6–7, 7–6, 6–1                  |
| 1979      | Peter Fleming Tomáš Šmíd                                                        | José Luis Clerc Ilie Năstase        | 4–6, 6–1, 7–5                  |
| 1980      | Mark Edmondson Kim Warwick                                                      | Balázs Taróczy Eliot Teltscher      | 7–6, 7–6                       |
| 1981      | Hans Gildemeister Andrés Gómez                                                  | Bruce Manson Tomáš Šmíd             | 7–5, 6–2                       |
| 1982      | Heinz Günthardt Balázs Taróczy                                                  | Wojtek Fibak John Fitzgerald        | 6–4, 4–6, 6–3                  |
| 1983      | Francisco González Víctor Pecci (2)                                             | Jan Gunnarsson Mike Leach           | 6–4, 6–2                       |
| 1984      | Ken Flach Robert Seguso                                                         | John Alexander Mike Leach           | 3–6, 6–3, 6–4                  |
| 1985      | Anders Järryd Mats Wilander                                                     | Ken Flach Robert Seguso             | 4–6, 6–3, 6–2                  |
| 1986      | Guy Forget Yannick Noah                                                         | Mark Edmondson Sherwood Stewart     | 7–6, 6–2                       |
| 1987      | Guy Forget (2) Yannick Noah (2)                                                 | Miloslav Mečíř Tomáš Šmíd           | 6–2, 6–7, 6–3                  |
| 1988      | Jorge Lozano Todd Witsken                                                       | Anders Järryd Tomáš Šmíd            | 6–3, 6–3                       |
| 1989      | Jim Courier Pete Sampras                                                        | Danilo Marcelino Mauro Menezes      | 6–4, 6–3                       |
| 1990      | Sergio Casal Emilio Sánchez                                                     | Jim Courier Martin Davis            | 7–6, 7–5                       |
| 1991      | Omar Camporese Goran Ivanišević                                                 | Luke Jensen Laurie Warder           | 6–2, 6–3                       |
| 1992      | Jakob Hlasek Marc Rosset                                                        | Wayne Ferreira Mark Kratzmann       | 6–4, 3–6, 6–1                  |
| 1993      | Jacco Eltingh Paul Haarhuis                                                     | Wayne Ferreira Mark Kratzmann       | 6–4, 7–6                       |
| 1994      | Evgheni Kafelnikov David Rikl                                                   | Wayne Ferreira Javier Sánchez       | 6–1, 7–5                       |
| 1995      | Cyril Suk Daniel Vacek                                                          | Jan Apell Jonas Björkman            | 6–3, 6–4                       |
| 1996      | Byron Black Grant Connell                                                       | Libor Pimek Byron Talbot            | 6–2, 6–3                       |
| 1997      | Mark Knowles Daniel Nestor                                                      | Byron Black Alex O'Brien            | 6–3, 4–6, 7–5                  |
| 1998      | Mahesh Bhupathi Leander Paes                                                    | Ellis Ferreira Rick Leach           | 6–4, 4–6, 7–6                  |
| 1999      | Ellis Ferreira Rick Leach                                                       | David Adams John-Laffnie de Jager   | 6–7, 6–1, 6–2                  |
| 2000      | Martin Damm Dominik Hrbatý                                                      | Wayne Ferreira Evgheni Kafelnikov   | 6–4, 4–6, 6–3                  |
| 2001      | Wayne Ferreira Evgheni Kafelnikov (2)                                           | Daniel Nestor Sandon Stolle         | 6–4, 7–6(7–6)                  |
| 2002      | Martin Damm (2) Cyril Suk (2)                                                   | Wayne Black Kevin Ullyett           | 7–5, 7–5                       |
| 2003      | Wayne Arthurs Paul Hanley                                                       | Michaël Llodra Fabrice Santoro      | 7–5, 7–6(7–5)                  |
| 2004      | Mahesh Bhupathi (2) Max Mirnîi                                                  | Wayne Arthurs Paul Hanley           | 1–6, 6–4, 7–6(7–1)             |
| 2005      | Michaël Llodra Fabrice Santoro                                                  | Bob Bryan Mike Bryan                | 7–5, 6–4                       |
| 2006      | Mark Knowles (2) Daniel Nestor (2)                                              | Jonathan Erlich Andy Ram            | 4–6, 6–4, [10–6]               |
| 2007      | Fabrice Santoro (2) Nenad Zimonjić                                              | Bob Bryan Mike Bryan                | 6–4, 6–7(4–7), [10–7]          |
| 2008      | Bob Bryan Mike Bryan                                                            | Daniel Nestor Nenad Zimonjić        | 3–6, 6–4, [10–8]               |
| 2009      | Daniel Nestor (3) Nenad Zimonjić (2)                                            | Bob Bryan Mike Bryan                | 7–6(7–5), 6–3                  |
| 2010      | Bob Bryan (2) Mike Bryan (2)                                                    | John Isner Sam Querrey              | 6–2, 6–3                       |
| 2011      | John Isner Sam Querrey                                                          | Mardy Fish Andy Roddick             | (neprezentare)                 |
| 2012      | Marcel Granollers Marc López                                                    | Łukasz Kubot Janko Tipsarević       | 6–3, 6–2                       |
| 2013      | Bob Bryan (3) Mike Bryan (3)                                                    | Mahesh Bhupathi Rohan Bopanna       | 6–2, 6–3                       |
| 2014      | Daniel Nestor (4) Nenad Zimonjić (3)                                            | Robin Haase Feliciano López         | 6–4, 7–6(7–2)                  |
| 2015      | Pablo Cuevas David Marrero                                                      | Marcel Granollers Marc López        | 6–4, 7–5                       |
| 2016      | Bob Bryan (4) Mike Bryan (4)                                                    | Vasek Pospisil Jack Sock            | 2–6, 6–3, [10–7]               |
| 2017      | Pierre-Hugues Herbert Nicolas Mahut                                             | Ivan Dodig Marcel Granollers        | 4–6, 6–4, [10–3]               |
| 2018      | Juan Sebastián Cabal Robert Farah                                               | Pablo Carreño Busta João Sousa      | 3–6, 6–4, [10–4]               |
| 2019      | Juan Sebastián Cabal (2) Robert Farah (2)                                       | Raven Klaasen Michael Venus         | 6–1, 6–3                       |
| 2020      | Marcel Granollers (2) Horacio Zeballos                                          | Jérémy Chardy Fabrice Martin        | 6–4, 5–7, [10–8]               |
| 2021      | Nikola Mektić Mate Pavić                                                        | Rajeev Ram Joe Salisbury            | 6–4, 7–6(7–4)                  |
| 2022      | Nikola Mektić (2) Mate Pavić (2)                                                | John Isner Diego Schwartzman        | 6–2, 6–7(6–8), [12–10]         |
| 2023      | Hugo Nys Jan Zieliński                                                          | Robin Haase Botic van de Zandschulp | 7–5, 6–1                       |
| 2024      | Marcel Granollers (3) Horacio Zeballos (2)                                      | Marcelo Arévalo Mate Pavić          | 6–2, 6–2                       |
| 2025      | Marcelo Arévalo Mate Pavić (3)                                                  | Sadio Doumbia Fabien Reboul         | 6–4, 6–7(6–8), [13–11]         |

### Dublu feminin
| An        | Campioane                                    | Finaliste                                          | Scor                  |
| --------- | -------------------------------------------- | -------------------------------------------------- | --------------------- |
| 1930      | Lilí Álvarez Lucia Valerio                   | Leila-Claude Anet Arlette Neufeld                  | 7–5, 7–5              |
| 1931      | Anna Luzzatti Rosetta Gagliardi Prouse       | Lucia Valerio Dorothy Andrus                       | 6–3, 1–6, 6–3         |
| 1932      | Colette Rosambert Lolette Payot              | Lucia Valerio Dorothy Andrus Burke                 | 7–5, 6–3              |
| 1933      | Ida Adamoff Dorothy Andrus Burke             | Elizabeth Ryan Lucia Valerio                       | 6–3, 1–6, 6–4         |
| 1934      | Helen Jacobs Elizabeth Ryan                  | Ida Adamoff Dorothy Andrus                         | 7–5, 9–7              |
| 1935      | Evelyn Dearman Nancy Lyle                    | Cilly Aussem Elizabeth Ryan                        | 6–2, 6–4              |
| 1936–1949 | Nu s-a ținut                                 | Nu s-a ținut                                       | Nu s-a ținut          |
| 1950      | Jean Quertier Jean Bridger Walker-Smith      | Elizabeth Clements Hilton Katherine Tuckey         | 1–6, 6–3, 6–2         |
| 1951      | Shirley Fry Doris Hart                       | Louise Brough Thelma Coyne Long                    | 6–1, 7–5              |
| 1952      | Nell Hall Hopman Thelma Coyne Long           | Nicla Artigiani Migliori Vittoria Tonolli          | 6–2, 6–8, 6–3         |
| 1953      | Maureen Connolly Julia Sampson               | Shirley Fry Doris Hart                             | 6–8, 6–4, 6–4         |
| 1954      | Elaine Watson Patricia Ward                  | Nelly Adamson Landry Ginette Jucker Bucaille       | 3–6, 6–3, 6–4         |
| 1955      | Christiane Mercelis Patricia Ward (2)        | Fay Muller Beryl Penrose                           | 6–4, 10–8             |
| 1956      | Thelma Coyne Long (2) Mary Bevis Hawton      | Darlene Hard Angela Buxton                         | 6–4, 6–8, 9–7         |
| 1957      | Thelma Coyne Long (3) Mary Bevis Hawton (2)  | Rosa Reyes Yola Ramírez                            | 6–1, 6–1              |
| 1958      | Shirley Bloomer Christine Truman             | Thelma Coyne Long Mary Bevis Hawton                | 6–3, 6–2              |
| 1959      | Rosa Reyes Yola Ramírez                      | Maria Bueno Janet Hopps                            | 4–6, 6–4, 6–4         |
| 1960      | Margaret Hellyer Yola Ramírez (2)            | Shirley Bloomer Brasher Ann Haydon                 | 6–4, 6–4              |
| 1961      | Jan Lehane Lesley Turner                     | Margaret Smith Mary Carter Reitano                 | 2–6, 6–1, 6–1         |
| 1962      | Maria Bueno Darlene Hard                     | Silvana Lazzarino Lea Pericoli                     | 6–4, 6–4              |
| 1963      | Margaret Smith Robyn Ebbern                  | Silvana Lazzarino Lea Pericoli                     | 6–2, 6–3              |
| 1964      | Margaret Smith (2) Lesley Turner (2)         | Silvana Lazzarino Lea Pericoli                     | 6–1, 6–2              |
| 1965      | Madonna Schacht Annette Van Zyl              | Silvana Lazzarino Lea Pericoli                     | 2–6, 6–2, 12–10       |
| 1966      | Norma Baylon Annette Van Zyl (2)             | Ann Haydon Jones Elizabeth Starkie                 | 6–3, 1–6, 6–2         |
| 1967      | Rosemary Casals Lesley Turner (3)            | Silvana Lazzarino Lea Pericoli                     | 7–5, 7–5              |
| 1968      | Margaret Smith Court (3) Virginia Wade       | Annette Van Zyl du Plooy Patricia Walkden          | 6–2, 7–5              |
| 1969      | Françoise Dürr Ann Haydon Jones              | Rosemary Casals Billie Jean King                   | 6–3, 3–6, 6–3         |
| 1970      | Rosemary Casals (2) Billie Jean King         | Françoise Dürr Virginia Wade                       | 6–2, 3–6, 9–7         |
| 1971      | Helga Niessen Masthoff Virginia Wade (2)     | Lesley Turner Bowrey Helen Gourlay                 | 5–7, 6–2, 6–2         |
| 1972      | Lesley Hunt Olga Morozova                    | Gail Sherriff Chanfreau Rosalba Vido               | 6–3, 6–4              |
| 1973      | Olga Morozova (2) Virginia Wade (3)          | Martina Navratilova Renáta Tomanová                | 3–6, 6–2, 7–5         |
| 1974      | Chris Evert Olga Morozova (3)                | Helga Niessen Masthoff Heide Orth                  | (abandon)             |
| 1975      | Chris Evert (2) Martina Navratilova          | Sue Barker Glynis Coles                            | 6–1, 6–2              |
| 1976      | Linky Boshoff Ilana Kloss                    | Virginia Ruzici Mariana Simionescu                 | 6–1, 6–2              |
| 1977      | Brigitte Cuypers Marise Kruger               | Bunny Bruning Sharon Walsh                         | 3–6, 7–5, 6–2         |
| 1978      | Mima Jaušovec Virginia Ruzici                | Florența Mihai Betsy Nagelsen                      | 6–2, 2–6, 7–6         |
| 1979      | Betty Stöve Renáta Tomanová                  | Evonne Goolagong Cawley Kerry Melville Reid        | 6–3, 6–4              |
| 1980      | Hana Mandlíková Renáta Tomanová (2)          | Ivanna Madruga Adriana Villagrán                   | 6–4, 6–4              |
| 1981      | Candy Reynolds Paula Smith                   | Chris Evert Lloyd Virginia Ruzici                  | 7–5, 6–1              |
| 1982      | Kathleen Horvath Yvonne Vermaak              | Billie Jean King Ilana Kloss                       | 2–6, 6–4, 7–6         |
| 1983      | Virginia Ruzici (2) Virginia Wade (4)        | Ivanna Madruga Catherine Tanvier                   | 6–3, 2–6, 6–1         |
| 1984      | Iva Budařová Helena Suková                   | Kathleen Horvath Virginia Ruzici                   | 7–6(7–5), 1–6, 6–4    |
| 1985      | Sandra Cecchini Raffaella Reggi              | Patrizia Murgo Barbara Romanò                      | 1–6, 6–4, 6–3         |
| 1986      | Nu s-a ținut                                 | Nu s-a ținut                                       | Nu s-a ținut          |
| 1987      | Martina Navratilova (2) Gabriela Sabatini    | Claudia Kohde-Kilsch Helena Suková                 | 6–4, 6–1              |
| 1988      | Jana Novotná Catherine Suire                 | Jenny Byrne Janine Thompson                        | 6–3, 4–6, 7–5         |
| 1989      | Elizabeth Smylie Janine Thompson             | Manon Bollegraf Mercedes Paz                       | 6–4, 6–3              |
| 1990      | Helen Kelesi Monica Seles                    | Laura Garrone Laura Golarsa                        | 6–3, 6–4              |
| 1991      | Jennifer Capriati Monica Seles (2)           | Nicole Bradtke Elna Reinach                        | 7–5, 6–2              |
| 1992      | Monica Seles (3) Helena Suková (2)           | Katerina Maleeva Barbara Rittner                   | 6–1, 6–2              |
| 1993      | Jana Novotná (2) Arantxa Sánchez Vicario     | Mary Joe Fernández Zina Garrison-Jackson           | 6–4, 6–2              |
| 1994      | Gigi Fernández Natașa Zvereva                | Gabriela Sabatini Brenda Schultz-McCarthy          | 6–1, 6–3              |
| 1995      | Gigi Fernández (2) Natașa Zvereva (2)        | Conchita Martínez Patricia Tarabini                | 4–6, 7–6(7–3), 6–4    |
| 1996      | Arantxa Sánchez Vicario (2) Irina Spîrlea    | Gigi Fernández Martina Hingis                      | 6–4, 3–6, 6–3         |
| 1997      | Nicole Arendt Manon Bollegraf                | Conchita Martínez Patricia Tarabini                | 6–2, 6–4              |
| 1998      | Virginia Ruano Pascual Paola Suárez          | Amanda Coetzer Arantxa Sánchez Vicario             | 7–6(7–1), 6–4         |
| 1999      | Martina Hingis Anna Kurnikova                | Alexandra Fusai Nathalie Tauziat                   | 6–2, 6–2              |
| 2000      | Lisa Raymond Rennae Stubbs                   | Arantxa Sánchez Vicario Magüi Serna                | 6–3, 4–6, 6–2         |
| 2001      | Cara Black Elena Lihovțeva                   | Paola Suárez Patricia Tarabini                     | 6–1, 6–1              |
| 2002      | Virginia Ruano Pascual (2) Paola Suárez (2)  | Conchita Martínez Patricia Tarabini                | 6–3, 6–4              |
| 2003      | Svetlana Kuznețova Martina Navratilova (3)   | Jelena Dokić Nadia Petrova                         | 6–4, 5–7, 6–2         |
| 2004      | Nadia Petrova Meghann Shaughnessy            | Virginia Ruano Pascual Paola Suárez                | 2–6, 6–3, 6–3         |
| 2005      | Cara Black (2) Liezel Huber                  | Maria Kirilenko Anabel Medina Garrigues            | 6–0, 4–6, 6–1         |
| 2006      | Daniela Hantuchová Ai Sugiyama               | Květa Peschke Francesca Schiavone                  | 3–6, 6–3, 6–1         |
| 2007      | Nathalie Dechy Mara Santangelo               | Tathiana Garbin Roberta Vinci                      | 6–4, 6–1              |
| 2008      | Chan Yung-jan Chuang Chia-jung               | Iveta Benešová Janette Husárová                    | 7–6(7–5), 6–3         |
| 2009      | Hsieh Su-wei Peng Shuai                      | Daniela Hantuchová Ai Sugiyama                     | 7–5, 7–6(7–5)         |
| 2010      | Gisela Dulko Flavia Pennetta                 | Nuria Llagostera Vives María José Martínez Sánchez | 6–4, 6–2              |
| 2011      | Peng Shuai (2) Zheng Jie                     | Vania King Iaroslava Șvedova                       | 6–2, 6–3              |
| 2012      | Sara Errani Roberta Vinci                    | Ekaterina Makarova Elena Vesnina                   | 6–2, 7–5              |
| 2013      | Hsieh Su-wei (2) Peng Shuai (3)              | Sara Errani Roberta Vinci                          | 4–6, 6–3, [10–8]      |
| 2014      | Květa Peschke Katarina Srebotnik             | Sara Errani Roberta Vinci                          | 4–0 (ret.)            |
| 2015      | Tímea Babos Kristina Mladenovic              | Martina Hingis Sania Mirza                         | 6–4, 6–3              |
| 2016      | Martina Hingis (2) Sania Mirza               | Ekaterina Makarova Elena Vesnina                   | 6–1, 6–7(5–7), [10–3] |
| 2017      | Martina Hingis (3) Chan Yung-jan (2)         | Ekaterina Makarova Elena Vesnina                   | 7–5, 7–6(7–4)         |
| 2018      | Ashleigh Barty Demi Schuurs                  | Andrea Sestini Hlaváčková Barbora Strýcová         | 6–3, 6–4              |
| 2019      | Victoria Azarenka Ashleigh Barty (2)         | Anna-Lena Grönefeld Demi Schuurs                   | 4–6, 6–0, [10–3]      |
| 2020      | Hsieh Su-wei (3) Barbora Strýcová            | Anna-Lena Friedsam Raluca Olaru                    | 6–2, 6–2              |
| 2021      | Sharon Fichman Giuliana Olmos                | Kristina Mladenovic Markéta Vondroušová            | 4–6, 7–5, [10–5]      |
| 2022      | Veronika Kudermetova Anastasia Pavliucenkova | Gabriela Dabrowski Giuliana Olmos                  | 1–6, 6–4, [10–7]      |
| 2023      | Storm Hunter Elise Mertens                   | Coco Gauff Jessica Pegula                          | 6–4, 6–4              |
| 2024      | Sara Errani (2) Jasmine Paolini              | Coco Gauff Erin Routliffe                          | 6–3, 4–6, [10–8]      |
| 2025      | Sara Errani (3) Jasmine Paolini (2)          | Veronika Kudermetova Elise Mertens                 | 6–4, 7–5              |

## Recorduri

### Simplu masculin
| Cele mai multe titluri                       | Rafael Nadal                    | 10                             |
| Cele mai multe finale                        | Rafael Nadal                    | 12                             |
| Cele mai multe titluri consecutive           | Rafael Nadal (2005, 2006, 2007) | 3                              |
| Cele mai multe finale consecutive            | Rafael Nadal (2009 - 2014)      | 6                              |
| Cele mai multe meciuri jucate                | Rafael Nadal                    | 75                             |
| Cele mai multe meciuri câștigate             | Rafael Nadal                    | 68                             |
| Cele mai multe meciuri consecutive câștigate | Rafael Nadal                    | 17                             |
| Cel mai tânăr campion                        | Björn Borg                      | 17 ani, 11 luni, 2 zile (1974) |
| Cel mai în vârstă campion                    | Bill Tilden                     | 38 ani, 2 luni, 18 zile (1930) |

| Cea mai lungă finală | Cea mai lungă finală | Cea mai lungă finală | Cea mai lungă finală | Cea mai lungă finală | Cea mai lungă finală |
| -------------------- | -------------------- | -------------------- | -------------------- | -------------------- | -------------------- |
| 2006 (57 jocuri)     |                      |                      |                      |                      |                      |
| Rafael Nadal         | 60                   | 7                    | 6                    | 2                    | 7                    |
| Roger Federer        | 7                    | 65                   | 4                    | 6                    | 65                   |

| Cea mai scurtă finală | Cea mai scurtă finală | Cea mai scurtă finală | Cea mai scurtă finală | Cea mai scurtă finală | Cea mai scurtă finală |
| --------------------- | --------------------- | --------------------- | --------------------- | --------------------- | --------------------- |
| 2013 (16 jocuri)      |                       |                       |                       |                       |                       |
| Rafael Nadal          | 6                     | 6                     |                       |                       |                       |
| Roger Federer         | 1                     | 3                     |                       |                       |                       |

### Simplu feminin
| Cele mai multe titluri                                                                     | Chris Evert                     | 5                  |
| Cele mai multe finale                                                                      | Chris Evert                     | 7                  |
| Cele mai multe titluri consecutive                                                         | Conchita Martínez (1993 - 1996) | 4                  |
| Cele mai multe finale consecutive                                                          | Conchita Martínez (1993 - 1997) | 5                  |
| Cele mai multe meciuri jucate                                                              | Conchita Martínez               | 53                 |
| Cele mai multe meciuri jucate                                                              | Serena Williams                 | 53                 |
| Cele mai multe meciuri câștigate                                                           | Conchita Martínez               | 44                 |
| Cele mai multe meciuri câștigate                                                           | Serena Williams                 | 44                 |
| Cele mai multe meciuri consecutive câștigate (în timpul anilor când s-a jucat neîntrerupt) | Conchita Martínez               | 24                 |
| Neînvinse la acest turneu (minimum 1 titlu)                                                | Doris Hart                      | (7-0) (1951, 1953) |
| Neînvinse la acest turneu (minimum 1 titlu)                                                | Althea Gibson                   | (5-0) (1956)       |
| Neînvinse la acest turneu (minimum 1 titlu)                                                | Tracy Austin                    | (5-0) (1979)       |
| Neînvinse la acest turneu (minimum 1 titlu)                                                | Lilí Álvarez                    | (4-0) (1930)       |
| Neînvinse la acest turneu (minimum 1 titlu)                                                | Helen Jacobs                    | (4-0) (1934)       |
| Neînvinse la acest turneu (minimum 1 titlu)                                                | Hilde Krahwinkel Sperling       | (4-0) (1935)       |

Cea mai lungă finală:
| 1962 (36 jocuri) |   |   |   |
| Margaret Court   | 8 | 5 | 6 |
| Maria Bueno      | 6 | 7 | 4 |

Cea mai scurtă finală:
| 2021 (12 jocuri)  |   |   |
| Iga Świątek       | 6 | 6 |
| Karolína Plíšková | 0 | 0 |

## Galerie

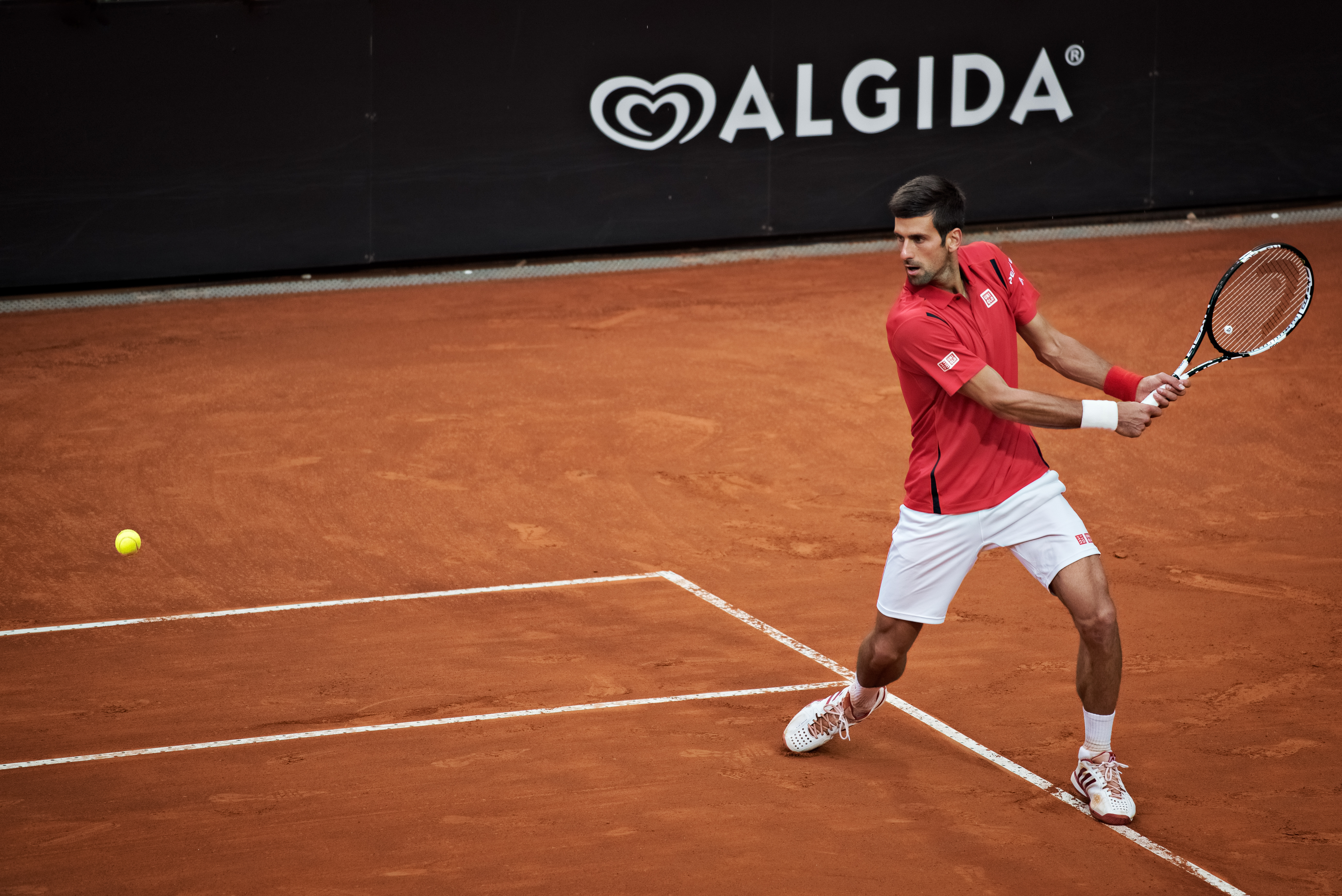
Novak Djoković, 2016
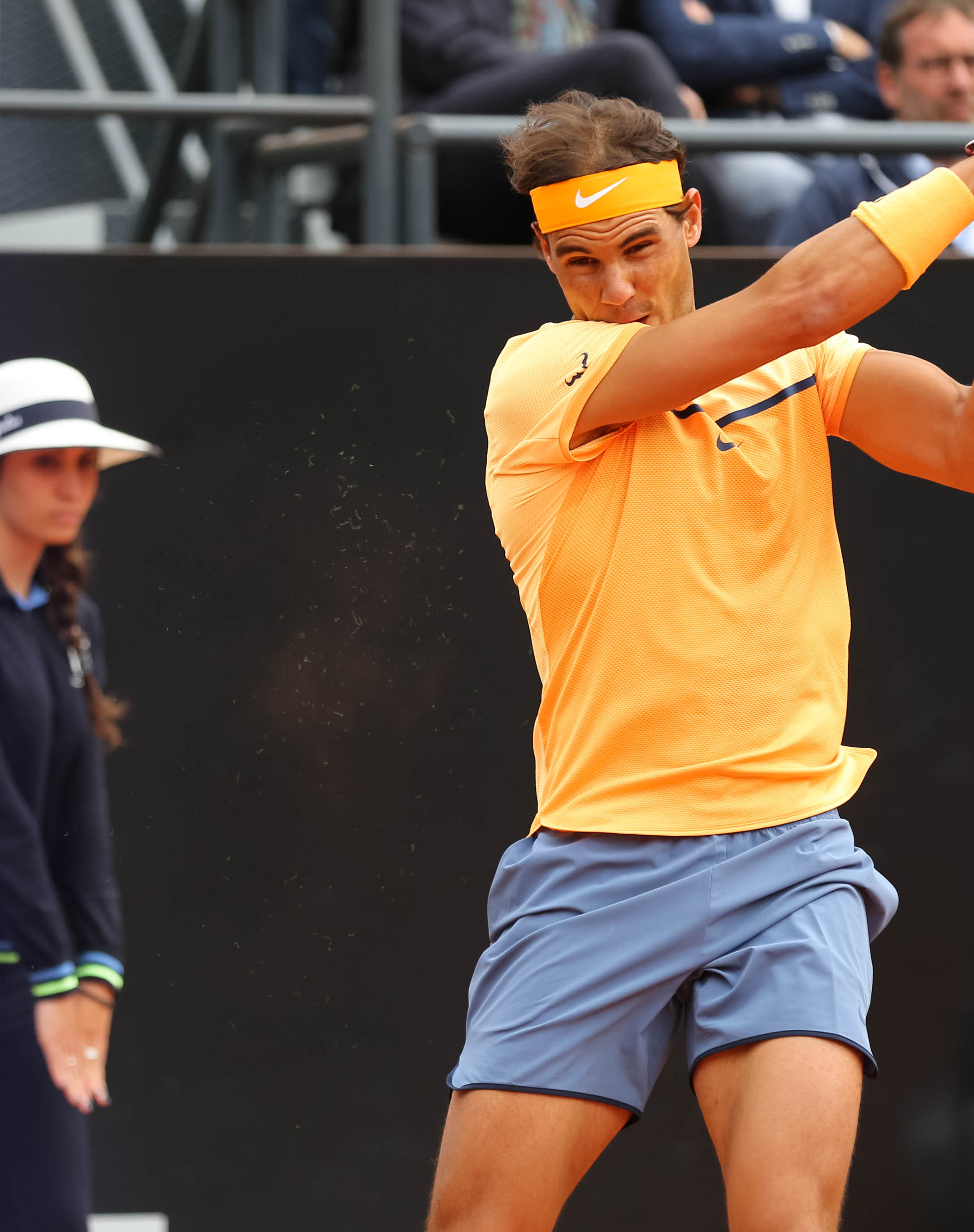
Rafael Nadal, 2016
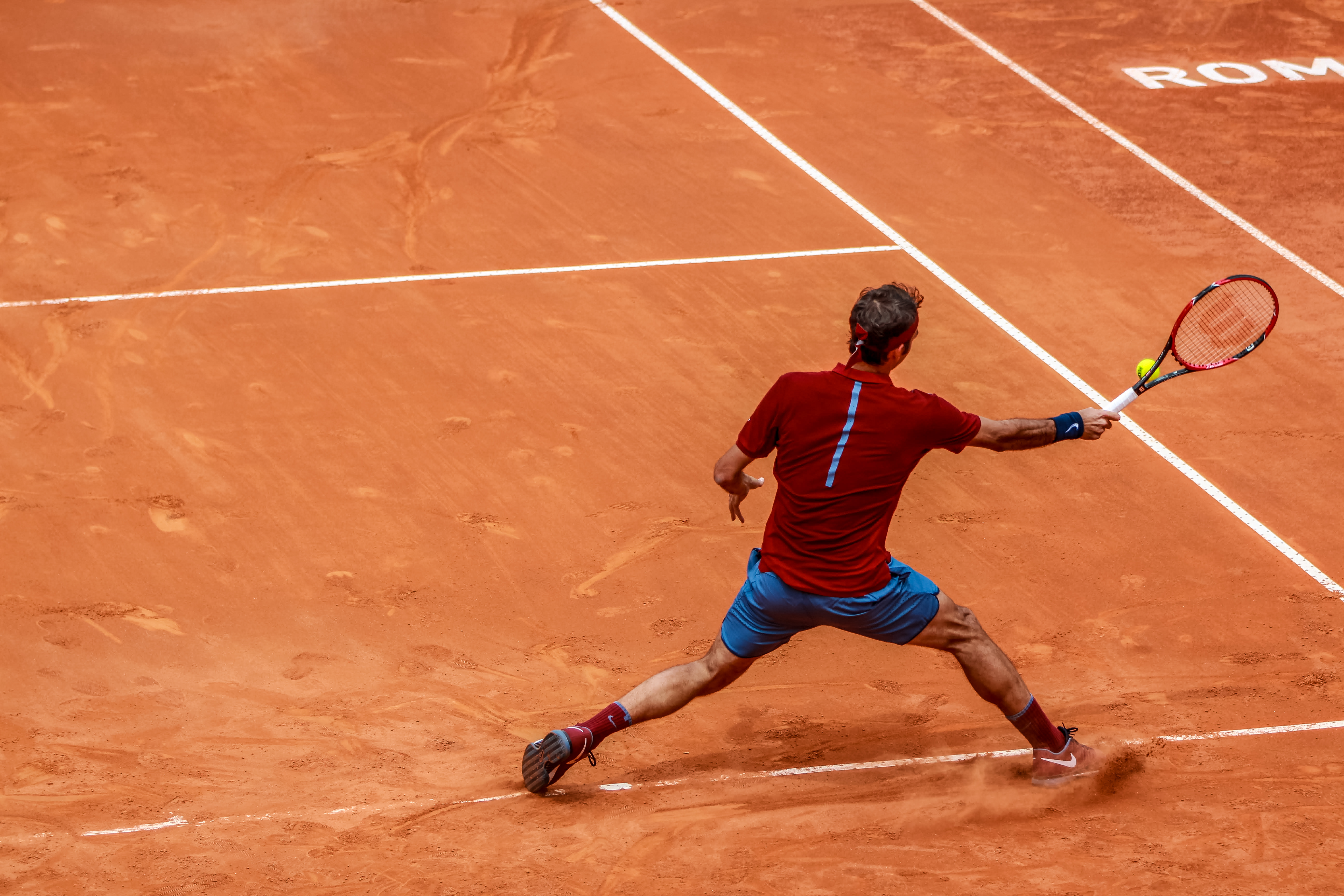
Roger Federer, 2016
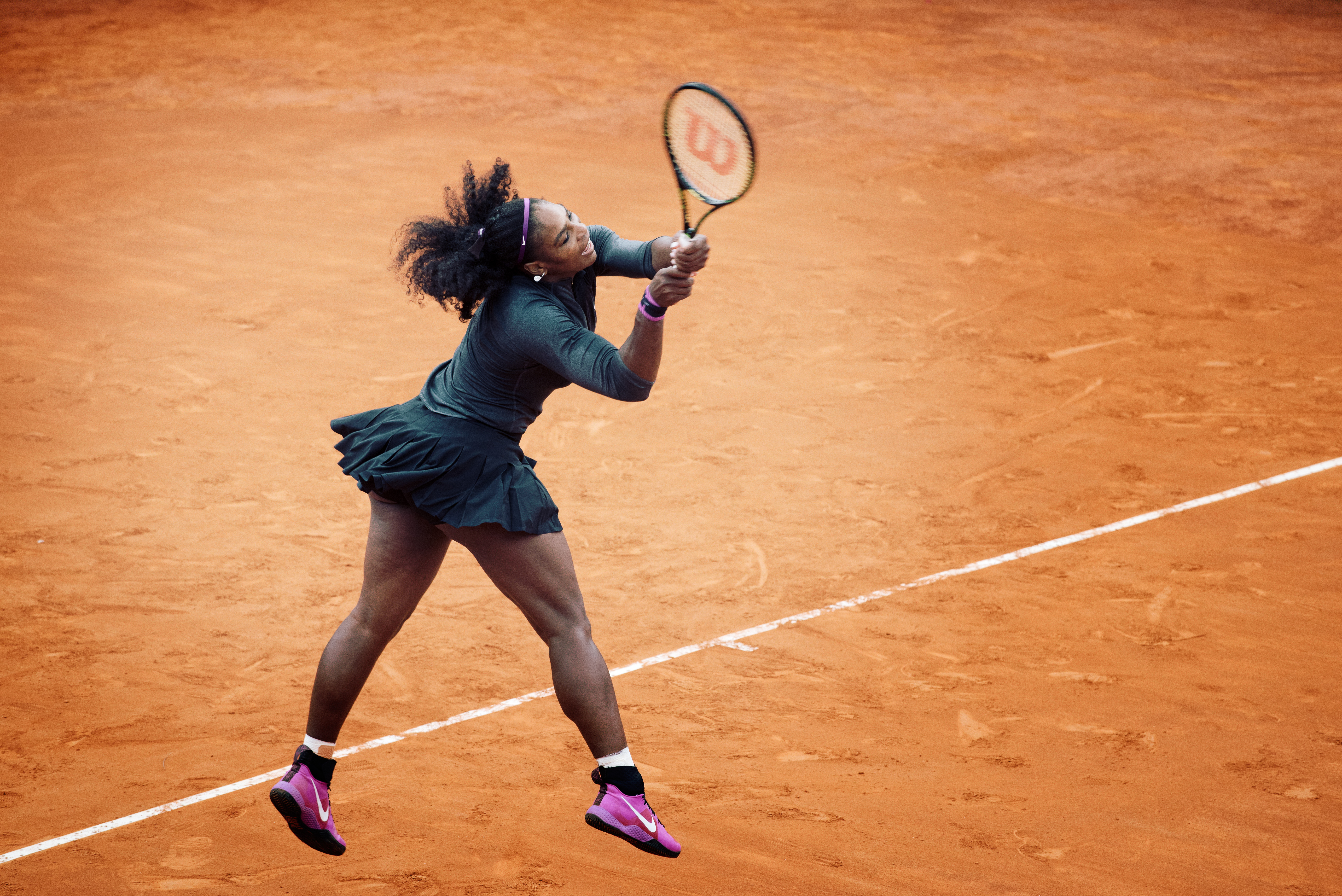
Serena Williams, 2016
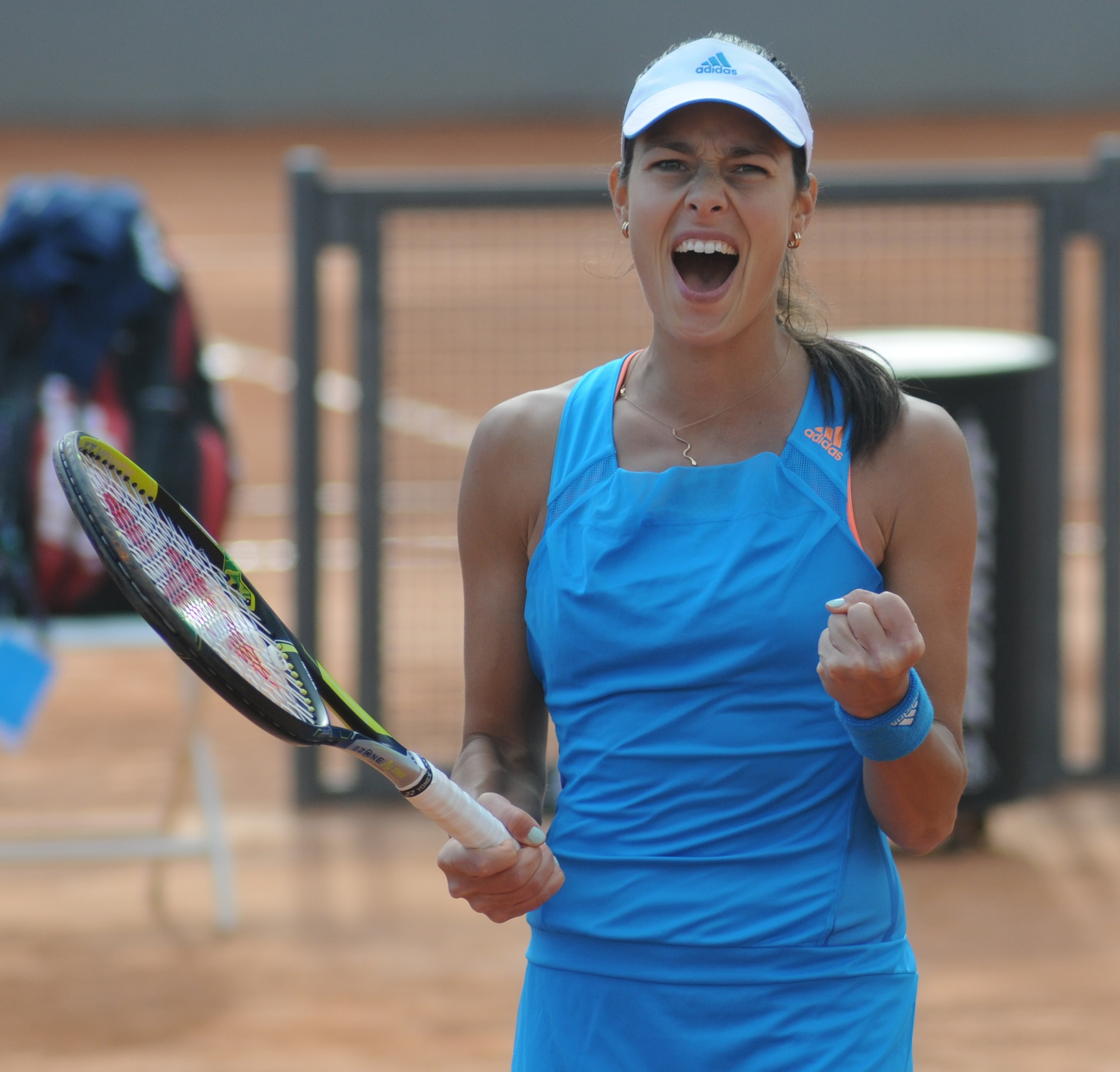
Ana Ivanovic, 2014
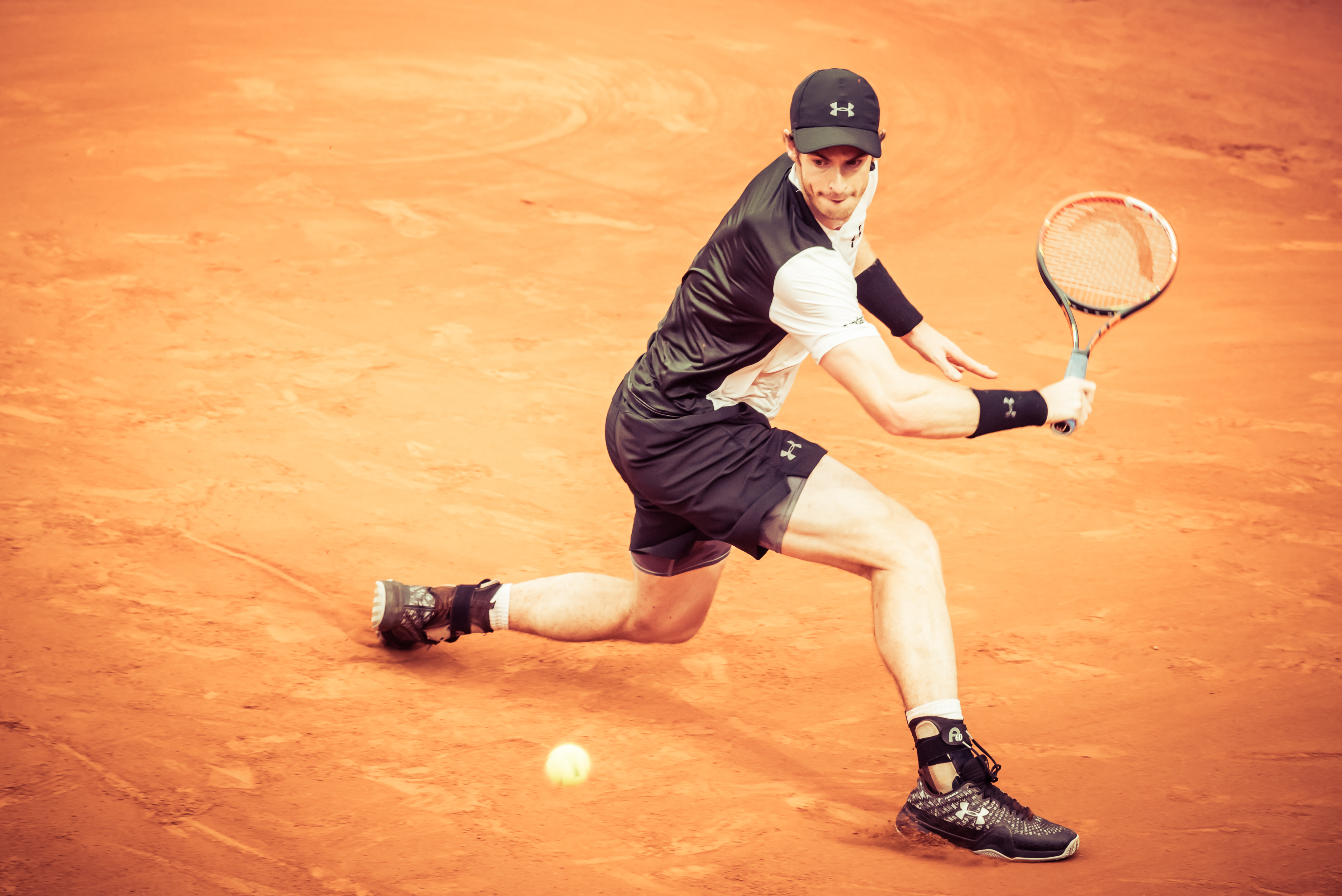
Andy Murray, 2016